# Micrispa
Micrispa là một chi bọ cánh cứng trong họ Chrysomelidae.
Chi này được miêu tả khoa học năm 1897 bởi Gestro.

## Các loài
Các loài trong chi này gồm:
- Micrispa alpiniae (Gressitt, 1957)
- Micrispa biakana (Gressitt, 1963)
- Micrispa bouchardi (Gestro, 1906)
- Micrispa bryanti (Uhmann, 1938)
- Micrispa costi (Gressitt, 1957)
- Micrispa cubicularis (Gressitt, 1963)
- Micrispa cyperaceae (Gressitt, 1960)
- Micrispa dentatithorax (Pic, 1924)
- Micrispa donaxiae (Gressitt, 1963)
- Micrispa exiqua (Gestro, 1899)
- Micrispa gestroi Weise, 1905
- Micrispa gridellii (Uhmann, 1928)
- Micrispa humilis (Gestro, 1919)
- Micrispa maai (Gressitt, 1963)
- Micrispa majuscula Gestro, 1907
- Micrispa minuta (Gestro, 1885)
- Micrispa moultoni Gestro, 1910
- Micrispa musae (Gressitt, 1963)
- Micrispa pellucida (Gressitt, 1957)
- Micrispa puncticollis (Gressitt, 1963)
- Micrispa scleriae (Gressitt, 1963)
- Micrispa semicosta (Gressitt, 1957)
- Micrispa semifusca (Gestro, 1899)
- Micrispa semiviridis (Gressitt, 1963)
- Micrispa sinuata (Gestro, 1885)
- Micrispa sinuicosta (Gressitt, 1957)
- Micrispa vulnerata (Gestro, 1895)
- Micrispa zingiberaceae (Gressitt, 1963)
- Micrispa zinzibaris (Motschulsky, 1863)